# Dinozaurs
Dinozaurs ou DinoZone (ダイノゾーン) no Japão é um anime que combina animação tradicional e animação de computador.

## História
A história conta que a 1.000.000 os Dinozaurs ou  Cavaleiros Dino derrotaram os Dragozaurs. Quando os Dragozaurs retornam, um menino chamado Kaito devolve a energia aos Cavaleiros Dino através da adaga dino e mais uma vez os Dinozaurs tem que impedir que os dragozaurs roubem a força vital da Terra.

## Personagens
Kaito: Kaito é um adolescente, não aparenta ter muito interesse em dinossauros até que ajuda seu pai a construir o dinotérreo, um lugar que é um tributo aos dinossauros, quando encontra os Dragozaurs sugando a força vital da Terra dá um grito tão grande que desperta os Dinozaurs, Kaito passa a ser aliado dos Cavaleiros Dino. É dono de uma das três adagas dino capaz de reenergizar um ou mais Dinozaurs.
Rena: É a melhor amiga de Kaito desde o jardim de infância. Ela compartilha o segredo sobre os Dinozaurs. Ela possui a segunda adaga dino. Rena não sabe nadar.
Rick: Rick é um vaqueiro do oeste e vive viajando em seu cavalo. Ele protege os 2 fósseis que são 2 dos 3 irmãos cerazauro após a morte dos pais dele. Ele possui a terceira adaga dino, que é a única capaz de energizar os irmãos cerazauro.
Outros Humanos
Princesa Helen: Helen é a atual princesa de Atlântida
Taki: Taki é um garoto que aborrece Kaito em muitas situações, mas muitas vezes se mostra covarde nas situações complicadas. Ela tenta provar a existência de dinossauros reavivados.
Naomi: é a guia do dinotérreo
Gomez: tentou roubar os fósseis de gigano e das dinoarmas
Ronnie: o irmão mais novo de Kaito

### Dinozaurs/Cavaleiros Dino
Quando os Dragozaurs atacaram, o planeta escolheu seres pré-históricos para lutar e protegê-lo transformando-os em Dinozaurs: os Cavaleiros Dino, eles normalmente se fossilizaram, um Cavaleiro Dino pode assumir uma forma mais metálica quando reanimado e pode se transformar ganhando cada um uma arma. Para reenergizar os cavaleiros dino com as adagas dino basta dizer: Cavaleiros Dino, energizar!
Dino Ramph: É o Cavaleiro Dino lendário, Dino Ramph é o mais poderoso porém não fala muito. É também conhecido como a Fênix, o poder dele é tão grande que Drago Ryugu chegou a usá-lo para dar energia a um planeta parasita que suga a força vital da Terra. Era desconhecido se Dino Ramph tinha um modo de batalha mas é mostrado que sim. Sua forma de dinossauro é a do Ranforrinco.
A equipe do Dino Térreo é composta por Tyrano, Braquio, Tricera, Stego, Saber, Ptera, Tricera e Mamute. Cada um é disfarçado de esqueletos do dino terreo.
Dino Tyrano: Dino Tyrano é o líder dos Cavaleiros Dino. Ele possui a Espada de Prata. Se torna um Super Cavaleiro Dino com o aumento de energia de Dino Ramph e passa a ter a Espada Larga De Mega Lâmina. A forma de dinossauro dele é um Tiranosauro. É o mais calmo e forte dos cavaleiros dino do dino térreo.
Dino Braquio: Segundo no comando, Dino Braquio é como o conselheiro de Tyrano e o maior, mais velho e mais sábio dos Cavaleiros Dino. Braquio preferiria resolver o problema dos Dragozaur pacificamente, mas como eles não escutam, ele prefere usar seu Machado Da Bravura. Sua forma de dinossauro é um Braquiossauro.
Dino Tricera: Dino Tricera é outro dos cavaleiros dino. Ele possui as Lanças De Jade. Se torna um Super Cavaleiro Dino com o aumento de energia de Dino Ramph e passa a ter as Espadas do Relâmpago. O seu passatempo favorito é lutar com os Dragozaurs. A forma de dinossauro dele é um Triceratops.
Dino Stego: Dinossauro Stego é o "sujeito duro" dos Cavaleiros Dino. Não acha nada melhor que lutar com os Dragozaurs, ele ataca com a Evolução Stego onde o tórax dele gira qualquer inimigo ao redor e cria furacões. A forma de dinossauro dele é um Stegosaurus.
Dino Ptera: É a Cavaleira Dino aérea. Ela ataca com o Ptera Bumerangue. A forma de dinossauro dela é um Pteranodonte.
Dino Saber: Dino Saber é um dos cavaleiros dino que não são dinossauros. Ele é o mais jovem dos Cavaleiros Dino e um pouco imaturo. Ele tem o chicote cortante. Ele não tem uma forma de dinossauro porque é um Smilodon.
Dino Mamute: É um dos Cavaleiros Dino mais competentes. Ele não é um dinossauro e sim um mamute. Pode não ser um dos Cavaleiros Dino mais rápidos, mas ele é no entanto um adversário formidável.

### Os Irmãos Cerazauro
Os Irmãos Cerazauro são 3 Cavaleiros Dino encontrados por Rick. Podem fazer uma fusão com a frase:Fusão Triblade! e se tornarem o Dino Triblade que possui a Tripla Espada Fóssil.
Dino Centro: Dino Centro possui a Espada Lunar, e foi encontrado como fóssil junto de Dino Toro. Sua forma de dinossauro é o Centrosaurus.
Dino Toro: Dino Toro possui a espada solar,foi encontrado por Rick como fóssil junto a Dino Centro. Sua forma de dinossauro é o Torosaurus.
Dino Styraco: Dino Styraco é o irmão mais velho dentre os três e também os mais forte entre eles. Possui a Espada Styraco. Sua forma de dinossauro é o Styracosaurus.

### Dino Armas
As Armas Dino são Cavaleiros Dino que além de se transformarem em guerreiros se tornam armas e podem se unir a qualquer Cavaleiro Dino.
Dino Pachy: Dino Pachy pode se transformar em uma espada geralmente usada por Tyrano ou Braquio. Sua forma de dinossauro é de um Pachycephalosaurus.
Dino Arch: Dino Arch pode se transformar em um escudo poderoso, geralmente usado por Tyrano e Braquio. É apaixonado por Dino Ichtyo. Sua forma de dinossauro é do Arquelônio.
Dino Kenty: Dino Kenty pode se transformar numa broca geralmente usada por Braquio e Stego. Sua forma de dinossauro é de um Kentrosaurus.

### Dino Ichtyo
Também conhecida como Theo, é outra cavaleira dino e a protetora de Atlântida. Foi a última Cavaleiro Dino descoberta. Ela possui o Tridente das Marés e usa o debaixo de água o ataque de bolhas. A sua forma dinossauro é o Ichthyosaurus. Seu fóssil se encontrava em Atlântida.

### Dragozaurs
Os Dragozaurs são uma espécie de outro planeta que se alimentam da força vital dos planetas os deixando completamente destruídos, os Dragozaurs são:
Drago Ryugu: É o Líder dos Dragozaurs, durante a série na maioria dos episódios só é mostrado os olhos e é ouvida a sua voz forte e imponente, sempre deixando o trabalho sujo para Drago Wing, Drago Gigano e Dark Drago. Mas em um episódio ele finalmente aparece e passa a aparecer em ocasiões decisivas, e é revelado que a forma de de dinossauro é de um Anquilossauro muito grande que respira fogo azul. A forma de guerreiro dele vem de dentro de sua forma dino, sua forma de guerreiro foi destruída derretendo na luz solar, ficando um tanto deformada.
Ultimate Drago Gigano: É a união de Drago Gigano e Drago Wing.
Drago Gigano: Arqui-inimigo de Tyrano tem a habilidade de se transformar num dragão chinês, é viciado em lutar e é o único que não se precupa tanto com os planos de Drago Ryugu e sim com a sua vingança contra Tyrano. Dino Tyrano o destruiu mas Dark Drago o ressuscitou dando-lhe o poder de se unir a Drago Wing. Foi explodido por um laser.
Drago Wing: É o chefe dos soldados de Drago Ryugu, Drago Wing pode escoar qualquer oponente tirando toda sua força vital, tal qual um vampiro. Foi esmagado com Drago Elephas e Dino Braquio por um fóssil.

### Drago Clones
Os Drago Clones foram criados por Drago Ryugu,são os clones das trevas dos dinozaurs e são tão poderosos quanto os originais.
Drago Tyran: É o clone de Dino Tyrano, assim como o verdadeiro é o líder do seu grupo, foi destruído em uma de suas primeiras batalhas com os Cavaleiros Dino.
Drago Ceratops: É o clone de Dino Tricera, comanda o grupo dos Drago Clones após a morte de Drago Tyran, é destruído quando sua cabeça é cortada.
Drago Stegos: É o clone de Dino Stego, foi destruído ao ser queimado por mísseis em direção ao Dino Térreo.
Drago Dactylus: É o clone de Dino Ptera, decapitado por um bicho que foi levado por Dino Saber.
Drago Braquio: É o clone de Dino Braquio, foi esmagado junto de Drago Elephas e Drago Wing
Drago Elephas: É o clone de Dino Mamute, foi esmagado quando um fóssil caiu sobre ele, Drago Braquio e Drago Wing.
Drago Tigras: É o clone de Dino Saber, tentou escapar mais o lugar onde estava foi explodido.

### Dark Drago
É um feiticeiro que uma vez traiu os Dragozaurs, Dark Drago era um velho inimigo dos Cavaleiros Dino, e se transforma em um dragão para lutar ele tem a habilidade de produzir e manipular morcegos. Dark Drago é um dos vilões mais perigosos, exceto o próprio Drago Ryugu. Foi destruído por Tyrano perto do final.
Exercitos Dragozaurs: Todos os soldados dos exércitos tem a forma de Allossauro e não podem se transformar como os outros. Dark Drago também pode estimular morcegos a se unirem aos soldados e transformarem-os em seus próprios soldados especiais e mais poderosos do que os comuns. Os últimos desses foram destruídos junto de Drago Tigra.